# Château des Junies
Le château des Junies est situé sur la commune des Junies, dans le département du Lot.

## Historique
Vers 1214, Guillaume de Cardaillac, évêque de Cahors (1208-1235), donne la terre de Canourgues à Bertrand de Jean, marchand cadurcien enrichi dans le négoce et la banque, cahorsin. Cette donation est intervenue au moment de la croisade des Albigeois. Il est possible qu'elle soit liée à leur participation financière au profit de l'évêque qui a combattu au côté de Simon de Montfort et obtenu que le comté de Cahors soit rattaché aux évêques de Cahors. Les de Jean vont donner leur nom à la terre qu'ils ont acquise, les Joanies, qui va progressivement devenir les Junies.
Benoît II de Jean meurt en 1263. Il a illustré l'intégration dans le noblesse locale d'un marchand grâce à sa réussite financière obtenue par le négoce de la laine et du vin sur toutes les places commerciales, les foires de Champagne, les Flandres, les ports de la Méditerranée et de l’Atlantique, l’Angleterre et l’Italie. Les de Jean appartenaient au grands négociants de Cahors qui se livrèrent à des activités financières, aux prêts à intérêts et aux changes.
Les évêques de Cahors firent un procès, vers 1325, à Benoît de Jean, chevalier du roi, pour obtenir la haute justice aux Junies. Le cardinal Arnaud de Via parent des deux décida à Avignon que Benoît de Jean pourrait jouir de la haute justice mais devrait reconnaître tenir la terre des Junies en fief noble, libre, honnête, mais sans hommage, de l'évêque de Cahors.
Philippe Ier de Jean, seigneur des Junies, est fidèle au roi de France Philippe VI et a reçu le domaine royal de Cazals.
En 1355, noble et puissant baron, messire Benoît de Jean, seigneur des Junies et Salviac, fils de Philippe Ier de Jean, passe dans le parti Anglais et accueille à Bordeaux le prince de Galles, Édouard de Woodstock. Avec son beau-frère, Bertrand de Pestilhac, il a ravagé les places fortes des environs restées fidèles au roi de France comme Les Arques, Lherm, Castelfranc, Duravel, Pontcirq, Bélaye, Puy-l'Évêque.
En 1368, en représailles, le roi de France fait assiéger par les troupes du maréchal de Sancerre le château des Junies occupé par des compagnies anglaises. Il est pris et démoli.
Son fils Philippe II de Jean a continué à soutenir le parti Anglais. Il meurt sans postérité après 1381. Sa veuve, Cécile de Cardaillac a légué la terre des Junies à son frère, Jean de Cardaillac-Bioule, archevêque de Toulouse.
Jean de Cardaillac-Bioule a vendu les Junies au comte d'Armagnac en 1386.
On ne sait pas si c'est un comte d'Armagnac qui a vendu la seigneurie des Junies à la famille de Morlhon de Sanvensa.
Le château construit par les de Jean est sorti en ruines de la guerre de Cent Ans.
Antoine de Morlhon est procureur général du parlement de Toulouse. Il a assuré des fonctions diplomatiques pour le roi Louis XI. Il est seigneur des Junies en  1477. Jean III de Morlhon, son petit-fils, est sénéchal du Quercy en 1583. Son arrière-petit-fils, Jean IV de Morlhon, est sénéchal du Rouergue. Il est tué au cours d'une émeute à Villefranche, en 1597. Certaines décorations des fenêtres rappelant celles visibles à Cahors montrent une construction autour de 1500. La reconstruction du château pourrait lui être attribuée ou à sa fille et son époux.
Jeanne de Morlhon, fille d'Antoine de Morlhon, est mariée à Guillaume de Roderel. En 1526, à la mort de son mari, elle vendit la seigneurie des Junies à Jean du Pré, compagnon d'armes de François Ier. Poète et homme d'armes, seigneur des Bartes et des Junies, il avait publié en 1534 le Palais des Nobles Dame dédié à Marguerite de Navarre. En 1573, à sa mort, sa veuve désigna comme héritier des Junies Antoine de Goux. Puis la seigneurie revint un temps dans la famille de Morlhon.
La seigneurie entra ensuite dans la famille de Touchebœuf-Beaumont (ou Beaumond) par le mariage en 1608 d'Antoine de Touchebœuf-Beaumont, fils de Jacques II de Touchebœuf-Beaumont marié en 1582 à Claude de Montagnier, avec Hélène du Buisson de Bournazel, fille de François du Buisson, baron de Bournazel et sénéchal de Rouergue, et de Florette de Morlhon, fille de Jean III de Morlhon, sœur de Jean IV de Morlhon. Antoine de Touchebœuf-Beaumont a été le premier baron des Junies. 

Blason des Touchebœuf-Beaumont des Junies

Suivent :
- Jacques III de Touchebœuf-Beaumont, marié en 1639 avec Françoise de Gironde ;
- François Ier de Touchebœuf-Beaumont (1650-1699), fils du précédent, baron des Junies, marié en 1671 avec Madelaine de Chapt de Rastignac ;
- François II de Touchebœuf-Beaumont (1674-1751) est baron des Junies. En 1741, le roi le nomme pour travailler sur les états de répartition de la capitation de la noblesse de l'élection de Cahors ;
- Jean-François de Touchebœuf-Beaumont ( -1789), fils du précédent, haut et puissant seigneur, comte des Junies, seigneur de Ferrières, de Flaujac, de Léobard, de Poncirq, la Bastidette, ... ;
- Jean-Antoine de Touchebœuf-Beaumont des Junies, frère du précédent, évêque de Rennes (1759-1761) ;
- Armand-Augustin de Touchebœuf-Beaumont (1750-1815), fils de Jean-François de Touchebœuf-Beaumont, page du roi en la petite écurie en 1765, est marquis de Touchebœuf et baron des Junies, marié en 1777 avec Élisabeth-Agathe de La Baume-Forsac (1758-1835). Il vend la seigneurie des Junies et émigre en Espagne en 1791 puis revient en France ;
- Marguerite de Touchebœuf-Beaumont (1749-1817), sœur du précédent, mariée en 1767 à Henri de la Sudrie de Calvayrac (vers 1732-1792) ;
- Antoine Joseph Auguste de Touchebœuf-Beaumont (1780-1848), fils d'Armand-Augustin de Touchebœuf-Beaumont, marquis de Touchebœuf, lieutenant au régiment d'Hohenlohe dans l'armée de Condé, il émigre ensuite en Angleterre avant de revenir en France ;
- Pierre François Maximilien Joseph Augustin Armand de Touchebœuf-Beaumont (1785- ), frère du précédent ;
- Jacques de Touchebœuf-Beaumont ;
- Maximilien de Touchebœuf-Beaumont (1829-1848), fils d'Antoine Joseph Auguste de Touchebœuf-Beaumont ;
- Marie Julie Augusta de Touchebœuf-Beaumont (1831-1903), sœur du précédent, mariée en 1850 à Toulouse avec Antoine Philippe Léon de Bray.
En application de la loi du 17 juillet 1793, le comité général des Junies a ordonné de brûler toutes les archives du château et d'araser les tours. Cet ordre n'a pas été exécuté.
En 1794, Marguerite de Touchebœuf-Beaumont réussit à racheter le château. En 1815 meurt le dernier représentant des Touchebœuf-Beaumont seigneur des Junies.
Le château a connu ensuite plusieurs propriétaires et va se délabrer. Il est acheté en 1921 par  madame Barberet, veuve d'un officier de l'armée d'Algérie, qui a restauré le château. Le château appartient toujours à la famille.
Le château a été inscrit au titre des monuments historiques depuis le 21 octobre 1925.

## Description
Le château reconstruit autour de 1500 englobe l’ancien château des de Jean. Le château actuel a adopté un plan massé rectangulaire, encadré au sud-ouest par deux tours rondes. Une extension au sud-est est cantonnée par une troisième tour circulaire.
Le double fenêtre à meneaux du deuxième étage et les vestiges d'une porte intérieure indiquent un aménagement fait par Jean du Pré, seigneur des Junies après 1526.
Le décor en gypseries et les boiseries de style Louis XV pourraient dater de Jean-François de Touchebœuf-Beaumont qui a hérité du château des Junies après 1750.